# Thunder the Dog
Thunder the Dog (également crédité comme Thunder the Marvel Dog ; né le 7 septembre 1921 - mort après octobre 1928) est un berger allemand mâle qui a joué dans des films muets américains de 1923 à 1927.

## Biographie
Bien que la filmographie de Thunder soit plutôt brève, ses longs métrages à six et sept rouleaux étaient beaucoup plus longs et plus élaborés que les films dans lesquels nombre de ses collègues acteurs canins sont apparus à l'époque du film muet. Ses sorties ont cependant dû rivaliser dans les années 1920 avec d'autres longs métrages mettant en vedette des bergers allemands rivaux tels que Pierre le Grand, Napoléon, Rex et, plus particulièrement, Strongheart et Rin Tin Tin. Au cours de sa carrière, Thunder a travaillé pour Paramount, Gotham Pictures et Fox Film Corporation. Il a partagé le temps d'écran avec Clara Bow, Dorothy Dalton, William Russell, Caryl Lincoln et d'autres acteurs éminents de l'époque.

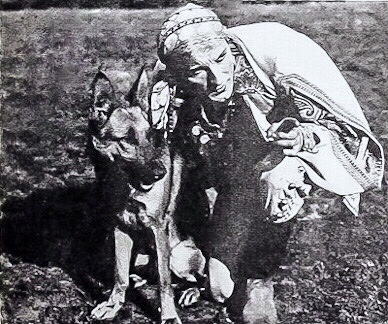
Thunder the Dog avec Charles de Rochefort, 1923
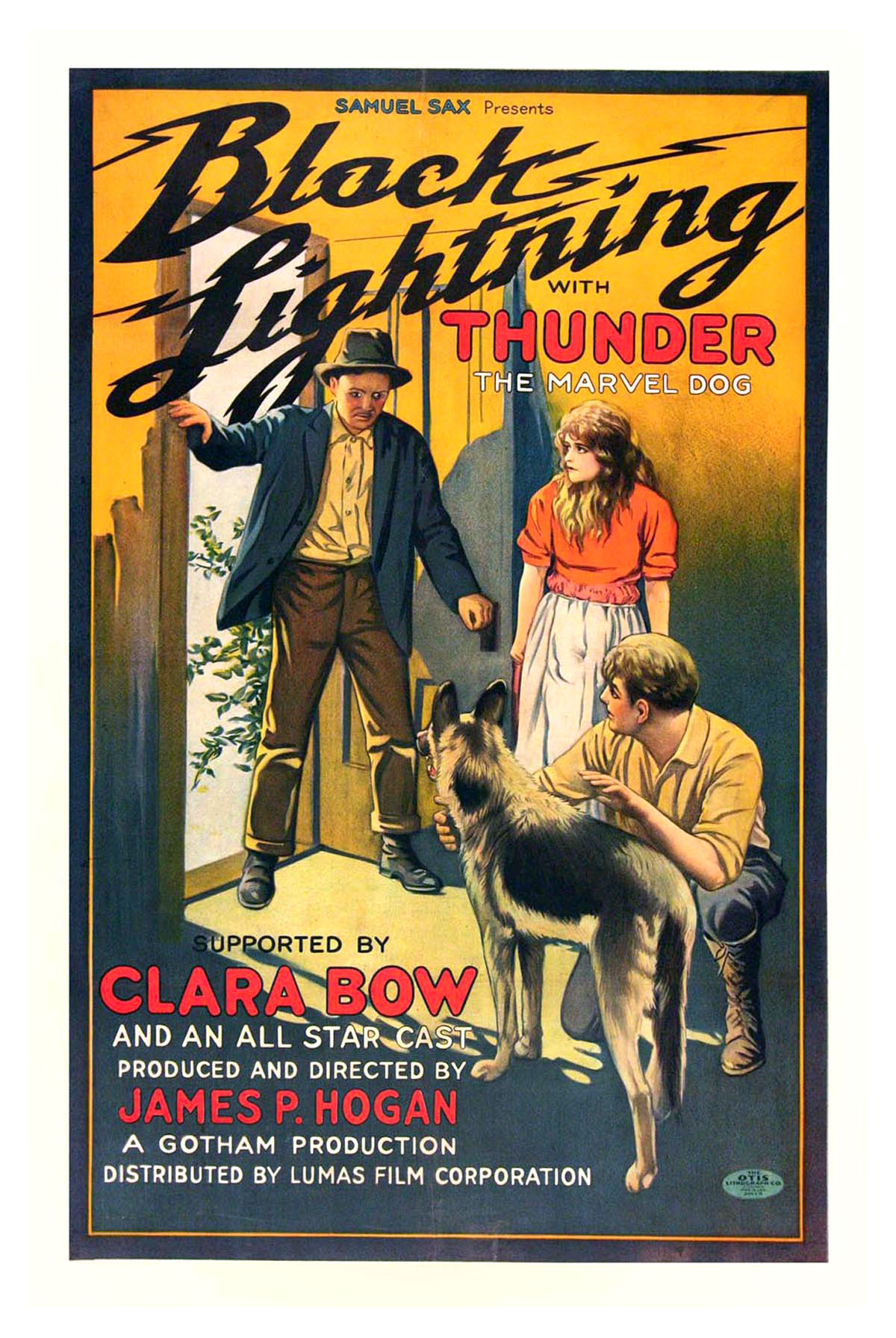
Thunder the Dog dans Black Lightning en 1924
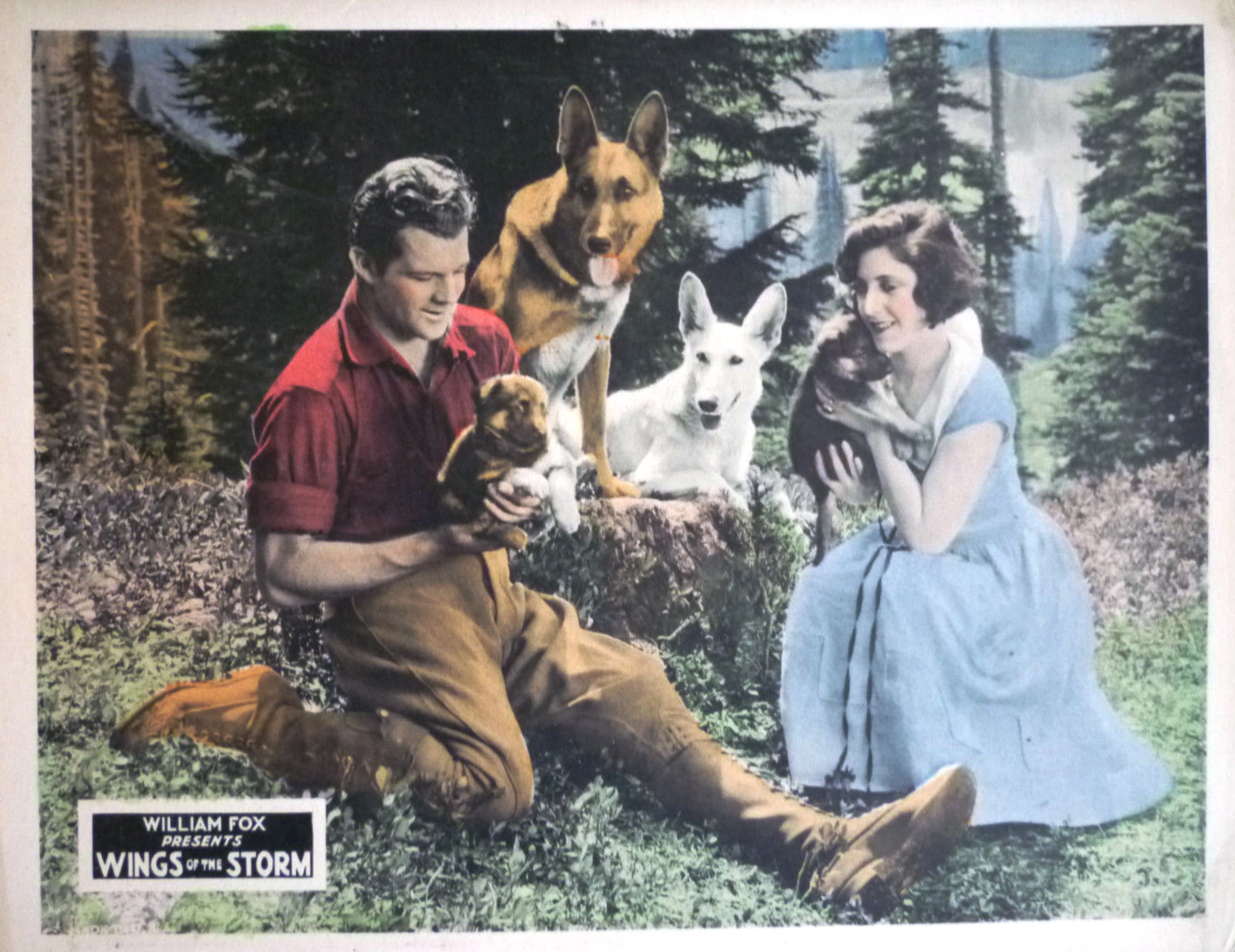
Wings of the Storm (1926)

## Filmographie
- 1923 : The Law of the Lawless : Beneva (non crédité)
- 1924 : Cœur de chien (Black Lightning)
- 1925 : Silent Pal
- 1925 : His Master's Voice
- 1926 : The Phantom of the Forest
- 1926 : Fils de l'orage (Wings of the Storm) de John G. Blystone
- 1927 : The Silent Avenger
- 1927 : Wolf Fangs